# نيك ستيرلينغ
نيك ستيرلينغ (بالإنجليزية: Nick Sterling)‏ هو ملحن وموسيقي وكاتب أغاني أمريكي، ولد في 18 يوليو 1990.